# Gladiolus flanaganii
Gladiolus flanaganii är en irisväxtart som beskrevs av John Gilbert Baker. Gladiolus flanaganii ingår i släktet sabelliljor, och familjen irisväxter. Inga underarter finns listade i Catalogue of Life.

## Bildgalleri

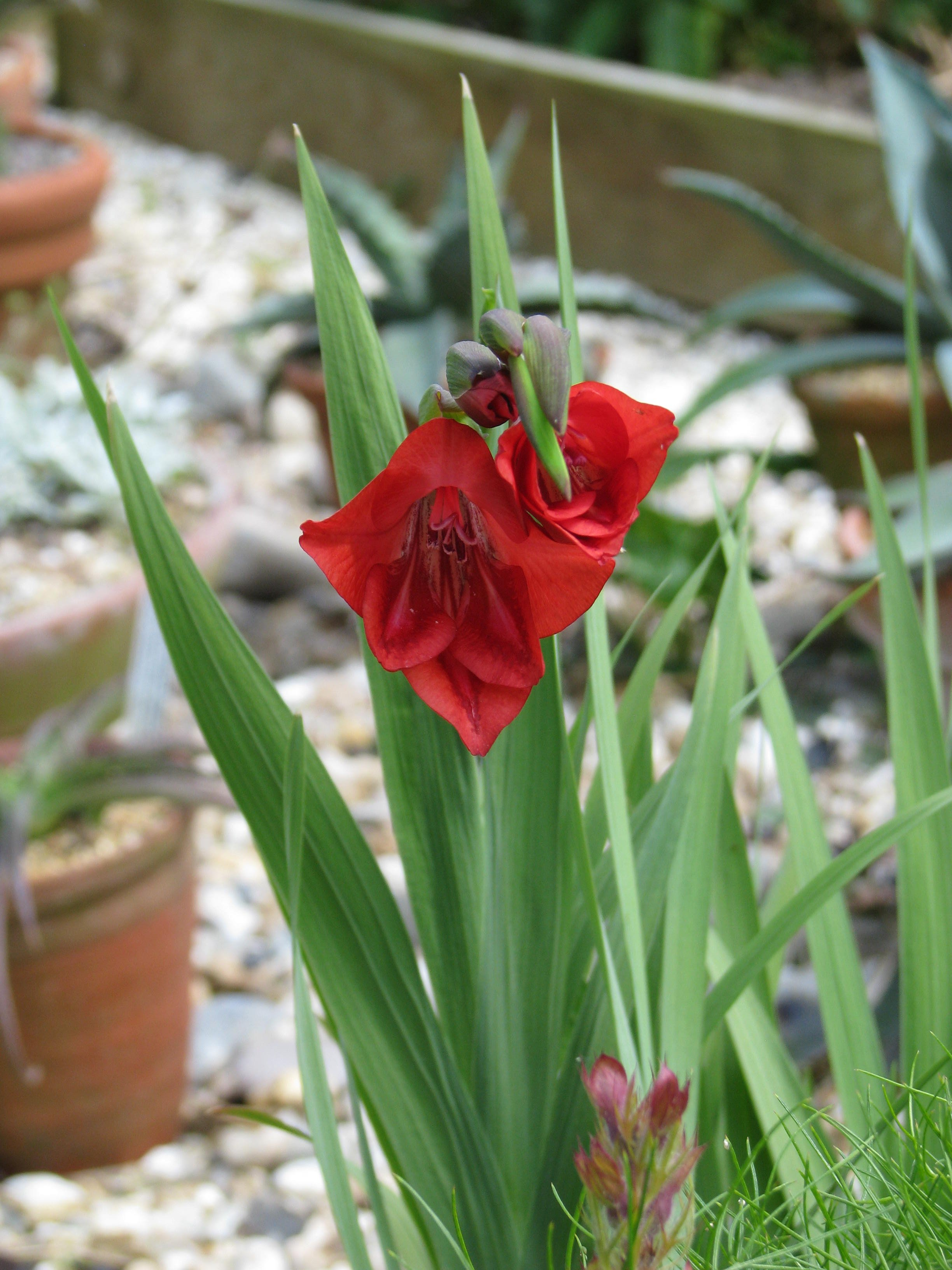